# Änglarnas andel
Änglarnas andel (originaltitel: The Angels' Share) är en brittisk dramakomedi från Skottland som hade premiär 25 december 2012. Filmen är regisserad av Ken Loach och skriven av Paul Laverty och vann Juryns pris vid Filmfestivalen i Cannes 2012.
Bland de medverkande finns Paul Brannigan, John Henshaw, Gary Mailand, Jasmine Riggins, Charles MacLean

## Handling
Filmen handlar om Robbie som dömts till samhällstjänst och genom sin övervakare upptäcker att han har en unik näsa för whisky. 

## Rollista
- Paul Brannigan – Robbie
- John Henshaw – Harry
- Gary Maitland – Albert
- Jasmin Riggins – Mo
- William Ruane – Rhino
- Roger Allam – Thaddeus
- David Goodall – Dobie
- Siobhan Reilly – Leonie
- Roderick Cowie – Anthony
- Scott Kyle – Clancy
- Alison McGinnes – Anthonys mor
- Paul Birchard – Nordamerikansk budgivare
- Ford Kiernan – Anställd på järnvägsstationen